# 长叶党参
长叶党参（学名：Codonopsis longifolia）为桔梗科党参属的植物，是中国的特有植物。分布于中国大陆的西藏等地，生长于海拔3,600米至3,700米的地区，多生于山坡，目前尚未由人工引种栽培。